# Doroteja Joksović
Doroteja Joksović (serbisch-kyrillisch Доротеја Јоксовић; * 24. Juni 2000 in Belgrad) ist eine serbische Tennisspielerin.

## Karriere
Joksović begann im Alter von sechs Jahren mit dem Tennisspielen und bevorzugt laut ITF-Profil Hartplätze. Sie spielt vorrangig auf der ITF Women’s World Tennis Tour, wo sie aber keinen Titel gewinnen konnte.

### College Tennis
2022 bis 2025 spielte sie für das Damentennisteam der Thundering Herd der Marshall University.

## Privates
Doroteja ist die Tochter von Nebojsa und Tatijana Joksovic und hat drei Geschwister Nadja, Leonarda und Milos. Sie studierte Wirtschaftswissenschaften und Finanzen und schloss 2025 mit dem Master of Business Administration (MBA) ab.